# José Bento da Cunha Figueiredo
José Bento da Cunha Figueiredo, Visconde do Bom Conselho (Barra do Rio São Francisco, 22 de abril de 1808 — Rio de Janeiro, 14 de julho de 1891) foi um advogado e político brasileiro.

## Biografia
José Bento da Cunha Figueiredo nasceu na vila da Barra do Rio de São Francisco, em Pernambuco, no dia 22 de abril de 1808. Era filho de Manuel da Cunha Figueredo e D. Joana Alves de Figueredo, e pai de José Bento da Cunha Figueiredo Júnior. 
Graduou-se na Faculdade de Direito do Recife à época ainda o “Curso de Ciências Jurídicas e Sociais de Olinda”, em 1833, e doutorou-se na mesma instituição em 1834. Tornou-se Professor substituto provisório na Faculdade de Direito do Recife em 22 de janeiro de 1835, efetivo em 27 de abril de 1835, catedrático provisório em 12 de fevereiro de 1836 e efetivo em 29 de agosto de 1836. Ensinou Direito Internacional e Diplomacia, assim como Direito Natural. Jubilou-se em 1870.
Foi deputado provincial em 1844 e presidiu as províncias de Alagoas (três vezes, de 14 de julho de 1849 a 5 de junho de 1850, de ? de 1850 a 20 de junho de 1851 e de ? de 1851 a 24 de abril de 1853), Pernambuco (de 1853 a 1856), Minas Gerais (de 1861 a 1862) e Pará (de 18 de outubro de 1868 a 16 de maio de 1869). Foi deputado geral por Pernambuco de 1845 a 1872 e senador pela mesma província, de 1869 a 1889. Foi também ministro de Estado em 1875 (ver Gabinete Caxias de 1875).
Foi diretor de instrução no Rio de janeiro, Ministro dos negócios do Império no Gabinete de 1857 e dignatário da Ordem da Rosa. 
Em 1875 foi o principal responsável pela reforma eleitoral conhecida como "Lei do Terço". 